# Liste der Naturdenkmäler im Bezirk Gmünd
Die Liste der Naturdenkmäler im Bezirk Gmünd enthält die  Naturdenkmäler im Bezirk Gmünd.

## Naturdenkmäler
| Foto |                 | Name                                                                              | ID                       | Standort | Beschreibung | Fläche | Datum      |
| ---- | --------------- | --------------------------------------------------------------------------------- | ------------------------ | --- | --- | ------ | ---------- |
| 1    | Datei hochladen | Striezel und Scherzel                                                             | GD-102                   | Amaliendorf-Aalfang KG: Aalfang GrStNr: 63/2 Standort | |        | 07.11.1988 |
| 1    | Datei hochladen | Felsgebilde „Hinterpocher“                                                        | GD-022                   | Brand-Nagelberg KG: Steinbach GrStNr: 1038/1 Standort | |        | 23.02.1927 |
| 1    | Datei hochladen | Felsgebilde „Pumperskirchen und Kanzel“                                           | GD-021                   | Brand-Nagelberg KG: Steinbach GrStNr: 1010 Standort | |        | 23.02.1927 |
| 1    | Datei hochladen | Granitblock-Gruppe                                                                | GD-036                   | Brand-Nagelberg KG: Steinbach GrStNr: 1010 Standort | |        | 15.03.1989 |
| 1    | Datei hochladen | Kaiblstein                                                                        | GD-035                   | Brand-Nagelberg KG: Steinbach GrStNr: 1010 Standort | |        | 14.03.1989 |
| 1    | Datei hochladen | Allee in Eggern                                                                   | GD-120                   | Eggern KG: Eggern GrStNr: 1423/1 Standort | |        | 18.06.1990 |
| 1    | Datei hochladen | Kolomanistein                                                                     | GD-037                   | Eisgarn KG: Eisgarn GrStNr: 680 Standort | → Hauptartikel : Kolomanistein f1 |        | 10.08.1988 |
| 1    | Datei hochladen | Reitzenschlägerbach                                                               | GD-076                   | Eisgarn KG: Eisgarn GrStNr: 552; 470; 1204/6; 474; 554; 1204/7; 513; 724; 514; 723; 521; 707; 708; 522; 705; 706; 529/2; 685; 530; 538/2; 670/1; 539; 545; 658/3; 546; 553/2; 555/1; 555/2; 684; 739/1; 802/1; 802/2; 1296/1; 1296/2; 1296/3; 1297; 1298/1; 184; 468; 796/2 Standort | |        | 27.05.1982 |
| 1    | Datei hochladen | Steingruppe 7 Kurfürsten                                                          | GD-085                   | Eisgarn KG: Großradischen GrStNr: 1273 Standort | |        | 06.02.1986 |
| 1    | Datei hochladen | Allee an der L 8180 bei Gr. Radischen                                             | GD-112                   | Eisgarn KG: Großradischen GrStNr: 1383/2 Standort | |        | 16.11.1988 |
| 1    | Datei hochladen | Katzenstein                                                                       | GD-038                   | Eisgarn KG: Großradischen GrStNr: 602/1; 602/2 Standort | Anmerkung: Lage lt. FläWi |        | 12.02.1949 |
| 1    | Datei hochladen | Kas- und Brotstein                                                                | GD-061                   | Gmünd KG: Breitensee GrStNr: 340/10 Standort | |        | 14.10.1974 |
| 1    | Datei hochladen | 1 Rotbuche (Tanzbuche)                                                            | GD-056                   | Gmünd KG: Eibenstein GrStNr: 534 Standort | Die seit 1927 geschützte Rotbuche in Ludwigsthal ist über 300 Jahre alt, ist 32 m hoch und hat eine Stammumfang von 620 cm. |        | 09.11.1927 |
| 1    | Datei hochladen | Felsgebilde Vierharteln                                                           | GD-075                   | Gmünd KG: Eibenstein GrStNr: 139/2; 424/2; 133/1; 146/2; 134/1 Standort | |        | 17.02.1982 |
| 1    | Datei hochladen | Kegel- oder Kopfstein                                                             | GD-034                   | Gmünd KG: Eibenstein GrStNr: 774 Standort | Der Kegel- od. Kopfstein ist ein vertikal gespaltenes Felsgebilde mit einer Höhe von 4 – 5 Meter auf einer Grundfläche von ca. 4 × 5 Meter und ein säulenartiger, freistehenden Felsen etwas weiter nördlich. Das Felsgebilde und der unmittelbare Umgebungsbereich wurden 1991 zum Naturdenkmal erklärt. |        | 08.01.1991 |
| 1    | Datei hochladen | Restlinge in Gmünd                                                                | GD-062                   | Gmünd KG: Eibenstein GrStNr: 534 Standort | |        | 09.01.1975 |
| 1    | Datei hochladen | Felsgebilde „Christophstein“                                                      | GD-024                   | Gmünd KG: Grillenstein GrStNr: 715; 716 Standort | |        | 12.05.1927 |
| 1    | Datei hochladen | Felsgebilde „Fuchsstein“                                                          | GD-026                   | Gmünd KG: Grillenstein GrStNr: 106/1 Standort | |        | 11.03.1930 |
| 1    | Datei hochladen | Felsgebilde „Pilzstein“                                                           | GD-023                   | Gmünd KG: Grillenstein GrStNr: 825 Standort | |        | 11.03.1930 |
| 1    | Datei hochladen | Felsgebilde „Teufelsbett“                                                         | GD-025                   | Gmünd KG: Grillenstein GrStNr: 457 Standort | |        | 17.06.1930 |
| 1    | Datei hochladen | Laibbrotstein/Teufelsbrotlaib                                                     | GD-007                   | Gmünd KG: Grillenstein GrStNr: 457 Standort | |        | 31.07.1930 |
| 1    | Datei hochladen | Malerwinkel                                                                       | GD-001                   | Gmünd KG: Grillenstein GrStNr: 37/8 Standort | → Hauptartikel : Malerwinkel (Gmünd) f1 |        | 11.03.1930 |
| 1    | Datei hochladen | Schullerstein                                                                     | GD-008                   | Gmünd KG: Grillenstein GrStNr: 455 Standort | |        | 31.07.1930 |
| 1    | Datei hochladen | Wackelstein                                                                       | GD-009                   | Gmünd KG: Grillenstein GrStNr: 726 Standort | |        | 16.01.1930 |
| 1    | Datei hochladen | Horstnahe Storchenwiesen und Auwaldzellen im Nahbereich des Grenzflusses Lainsitz | GD-140                   | Großdietmanns KG: Ehrendorf, Wielands GrStNr: 27/1; 28/1; 28/3; 279/1; 280; 281; 282; 283; 284; 285; 286; 287/1; 288/1; 289/1; 320; 279/2; 286; 287/2; 288/2; 290/1; 290/2; 290/3; 291; 318; 319; 320; 297; 1135/2; 1136; 1137; 1280; 1134/2; 1281; 1282 Standort | Anmerkung: Der Teil in Ehrendorf (mit derselben ID) wird fälschlich als eigener Eintrag unter Gmünd geführt, die KG Ehrendorf liegt aber auf dem Gemeindegebiet von Großdietmanns. |        | 09.05.2000 |
| 1    | Datei hochladen | Nördlichster Standort von Crocus albiflorus                                       | GD-044                   | Bad Großpertholz KG: Karlstift GrStNr: 543; 545; 546; 547/1; 547/3; 547/4; 571/3 Standort | Der zur Zeit der Unterschutzstellung einzige bekannte Standort von Crocus albiflorus im Waldviertel (inzwischen ist 4 km südlich ein zweiter Standort bekannt) und das nördlichste Verbreitungsgebiet der Art (siehe Bescheid). |        | 06.05.1955 |
| 1    | Datei hochladen | 2 Linden beim Kriegerdenkmal, 2 Linden beim Hl. Johannes Nepomuk                  | GD-101                   | Großschönau KG: Groß Schönau GrStNr: 185 Standort | |        | 12.01.1988 |
| 1    | Datei hochladen | Fuchs-Fichte                                                                      | GD-107                   | Großschönau KG: Wörnharts GrStNr: 1649/2 Standort | Die Fuchs-Fichte ist die größte Fichte des Waldviertels. Ihr Stamm (mittlerweile 5 Meter Umfang) teilt sich in 8 Meter Höhe in 6 Stämme und bildet eine Krone von ca. 17 Meter Durchmesser. |        | 17.10.1988 |
| 1    | Datei hochladen | Föhre in Engelstein                                                               | GD-118                   | Großschönau KG: Engelstein GrStNr: 898 Standort | |        | 25.04.1989 |
| 1    | Datei hochladen | Lindenallee in Engelstein                                                         | GD-113                   | Großschönau KG: Engelstein GrStNr: 1648/7 Standort | |        | 17.10.1988 |
| 1    | Datei hochladen | Sommerlinde Schlosshof Engelstein                                                 | GD-114                   | Großschönau KG: Engelstein GrStNr: .3 Standort | |        | 16.08.1988 |
| 1    | Datei hochladen | Rabenloch                                                                         | GD-133                   | Großschönau KG: Thaures GrStNr: 644 Standort | |        | 31.01.1995 |
| 1    | Datei hochladen | Hutstein                                                                          | GD-054                   | Haugschlag KG: Haugschlag GrStNr: 90/1 Standort | |        | 23.02.1962 |
| 1    | Datei hochladen | Felsgruppe Geyer-Steine                                                           | GD-074                   | Heidenreichstein KG: Altmanns GrStNr: 575/6 Standort | |        | 09.11.1981 |
| 1    | Datei hochladen | Ahornallee entlang der LH 61                                                      | GD-098                   | Heidenreichstein KG: Guttenbrunn GrStNr: 436/1 Standort | |        | 20.02.1987 |
| 1    | Datei hochladen | Wasserstein                                                                       | GD-020                   | Heidenreichstein KG: Haslau GrStNr: 978/1 Standort | |        | 04.03.1927 |
| 1    | Datei hochladen | Allee entlang der LH 61                                                           | GD-084                   | Heidenreichstein KG: Haslau; Seyfrieds GrStNr: 984/1 – 813 Standort | |        | 07.02.1986 |
| 1    | Datei hochladen | 2 Linden                                                                          | GD-138                   | Heidenreichstein KG: Heidenreichstein GrStNr: 1400/5 Standort | |        | 31.08.2000 |
| 1    | Datei hochladen | Baumreihe entlang der Bundesstraße 5                                              | GD-090                   | Heidenreichstein KG: Heidenreichstein GrStNr: 1394/1; 454; 1394/5 Standort | Ursprünglich befanden sich entlang der Straße 59 Bäume. Im Frühjahr 2015 mussten allerdings nach Überprüfungen zahlreiche Bäume umgeschnitten werden, sodass die Baumreihe insgesamt nur mehr 14 Bäume umfasst. |        | 14.05.1986 |
| 1    | Datei hochladen | Felsgebilde Schalenstein                                                          | GD-123                   | Heidenreichstein KG: Heidenreichstein GrStNr: 711 Standort | Nördlich von Heidenreichstein, am Güterweg nach Edlau, beim sg. Antoniusmarterl – befindet sich ein Schalenstein. Er ist ca. 3 × 2,5 Meter groß und ca. 1,2 Meter hoch – die Größe der Vertiefung (Schale) ist 1,6 × 1,3 × 0,9 Meter. Der Schalenstein wurde 1990 zum Naturdenkmal erklärt. |        | 28.11.1990 |
| 1    | Datei hochladen | Felsgruppe Graselhöhle                                                            | GD-073                   | Heidenreichstein KG: Heidenreichstein GrStNr: 1126 Standort | |        | 09.11.1981 |
| 1    | Datei hochladen | Felsgruppe Gugelhupfstein                                                         | GD-077                   | Heidenreichstein KG: Heidenreichstein GrStNr: 660 Standort | Anmerkung: Lage lt. FläWi |        | 25.10.1983 |
| 1    | Datei hochladen | Steingebilde                                                                      | GD-081                   | Heidenreichstein KG: Heidenreichstein GrStNr: 945 Standort | |        | 31.10.1985 |
| 1    | Datei hochladen | Hängender Stein                                                                   | GD-019 marterl.at: 11794 | Heidenreichstein KG: Heidenreichstein GrStNr: 1192 Standort | |        | 01.04.1927 |
| 1    | Datei hochladen | 1 alte Linde und 1 alte Roteiche                                                  | GD-143                   | Heidenreichstein KG: Heidenreichstein GrStNr: 152/1 Standort | |        | 06.01.2019 |
| 1    | Datei hochladen | 2 Bäume neben der Landesstraße 8199                                               | GD-108                   | Heidenreichstein KG: Wolfsegg GrStNr: 103/2; 475/1 Standort | |        | 12.12.1988 |
| 1    | Datei hochladen | Steinernes Weib                                                                   | GD-134                   | Heidenreichstein KG: Wolfsegg GrStNr: 168/2 Standort | |        | 31.01.1995 |
| 1    | Datei hochladen | Fuchsteich                                                                        | GD-066                   | Hirschbach KG: Hirschbach GrStNr: 1035; 1040; 826; 833; 837; 823; 430; 862; 864; 832; 824; 859; 860/1; 860/2; 861; 828; 829; 858; 840; 819; 822; 838; 839; 846; 863; 865; 935; 936; 946; 827; 929; 938; 1032; 1042; 1046; 1033; 930; 931; 932; 933; 934; 825; 1039; 927; 928; 856; 943; 1038; 937/2; 939; 940; 941; 957; 1031; 1041; 1036; 1037; 1044; 1045 Standort | Anmerkung: Der Fuchsteich befindet sich auch in der Katastralgemeinde Großrupprechts, Gemeinde Vitis im Bezirk Waidhofen an der Thaya. |        | 20.07.1977 |
| 1    | Datei hochladen | Wackelstein                                                                       | GD-027                   | Hoheneich KG: Hoheneich GrStNr: 1371/1 Standort | |        | 16.01.1930 |
| 1    | Datei hochladen | Kaspress und Umgebungsbereich                                                     | GD-041                   | Kirchberg am Walde KG: Frommberg GrStNr: 394/3 Standort | |        | 11.04.1949 |
| 1    | Datei hochladen | 2 Linden bei der Roten Kapelle                                                    | GD-109                   | Kirchberg am Walde KG: Kirchberg am Walde GrStNr: 631/2; 1193 Standort | |        | 03.02.1989 |
| 1    | Datei hochladen | Granitfelsen                                                                      | GD-131                   | Kirchberg am Walde KG: Ullrichs GrStNr: 839 Standort | |        | 22.04.1993 |
| 1    | Datei hochladen | Baumgruppen Kirchberg am Walde                                                    | GD-039                   | Kirchberg am Walde KG: Kirchberg am Walde GrStNr: 1139/1;1150 Standort | |        | 12.02.1949 |
| 1    | Datei hochladen | Hoa Stoan                                                                         | GD-055                   | Kirchberg am Walde KG: Ullrichs GrStNr: 937 Standort | |        | 23.06.1966 |
| 1    | Datei hochladen | 3 Bäume bei der Ortseinfahrt von Weißenalbern                                     | GD-110                   | Kirchberg am Walde KG: Weißenalbern GrStNr: 185; 188/2; 2931 Standort | |        | 15.03.1989 |
| 1    | Datei hochladen | (Christ)Kindelstein                                                               | GD-040                   | Kirchberg am Walde KG: Kirchberg am Walde GrStNr: 945 Standort | |        | 11.04.1949 |
| 1    | Datei hochladen | Harrteich                                                                         | GD-125                   | Litschau KG: Gopprechts GrStNr: 473 Standort | |        | 23.01.1991 |
| 1    | Datei hochladen | Fiedelstein                                                                       | GD-050                   | Litschau KG: Hörmanns GrStNr: 141/1 Standort | |        | 21.03.1958 |
| 1    | Datei hochladen | Graselstein                                                                       | GD-013                   | Litschau KG: Hörmanns GrStNr: 519 Standort | Anmerkung: Lage lt. FläWi |        | 04.03.1927 |
| 1    | Datei hochladen | Wilde Jagd                                                                        | GD-014                   | Litschau KG: Hörmanns GrStNr: 140 Standort | Anmerkung: Lage lt. FläWi (2 Punkte im Plan) |        | 04.03.1927 |
| 1    | Datei hochladen | Alter Stein                                                                       | GD-047                   | Litschau KG: Litschau GrStNr: 422 Standort | |        | 17.06.1955 |
| 1    | Datei hochladen | Eiche am Wehrleitenweg                                                            | GD-095                   | Litschau KG: Litschau GrStNr: 143/1 Standort | |        | 24.02.1987 |
| 1    | Datei hochladen | Stein- und Baumgruppe „Drei Brüder“                                               | GD-067                   | Litschau KG: Litschau GrStNr: 962 Standort | |        | 10.10.1978 |
| 1    | Datei hochladen | Föhrenbach-Höllgraben-Höllstein                                                   | GD-139                   | Litschau KG: Reichenbach; Schönau GrStNr: 375/1 – 613/1 Standort | Anmerkung: Gesamtes Bachgrundstück. Position entspricht etwa dem Höllstein. |        | 26.02.2001 |
| 1    | Datei hochladen | Allee entlang der Bundesstraße 5                                                  | GD-117                   | Litschau KG: Schandachen GrStNr: 595 Standort | Anmerkung: Lage lt. FläWi, evtl. gesamte Straße |        | 14.11.1989 |
| 1    | Datei hochladen | Felsbildungen samt zugehörigem Baumbestand                                        | GD-072                   | Litschau KG: Schlag GrStNr: 123/1; 124; 133/2; 134/5; 130/1; 134/1; 133/1; 134/2; 134/3; 134/6 Standort | Anmerkung: Alternativname: Felsgruppe „Elefantenherde“ |        | 12.04.1979 |
| 1    | Datei hochladen | Froschstein                                                                       | GD-064                   | Litschau KG: Schlag GrStNr: 129/2 Standort | |        | 14.04.1977 |
| 1    | Datei hochladen | Winterlinde und Bergahorn                                                         | GD-068                   | Litschau KG: Schlag GrStNr: 242/1 Standort | |        | 12.10.1978 |
| 1    | Datei hochladen | Allee in Litschau                                                                 | GD-119                   | Litschau KG: Schönau GrStNr: 608; 546/1 Standort | Die Allee in Galthof besteht aus Lärchen, Linden, Eichen, Eschen, Robinien und Kastanien. Sie wurde 1990 zum Naturdenkmal erklärt.Anmerkung: lange Straße |        | 03.10.1990 |
| 1    | Datei hochladen | Sumpfporstvorkommen                                                               | GD-126                   | Litschau KG: Schönau GrStNr: 351; 357; 358; 362; 379/1; 379/3; 378/1; 378/2; 379/2; 384/2 Standort | Anmerkung: Lage lt. FläWi |        | 25.10.1990 |
| 1    | Datei hochladen | Mandelstein                                                                       | GD-003                   | Moorbad Harbach KG: Harbach GrStNr: 489; 490; 499/2; 502; 514/1; 514/2 Standort | |        | 08.03.1927 |
| 1    | Datei hochladen | Linde in Hirschenwies                                                             | GD-122                   | Moorbad Harbach KG: Hirschenwies GrStNr: 166/2 Standort | |        | 30.10.1990 |
| 1    | Datei hochladen | Nebelstein                                                                        | GD-004                   | Moorbad Harbach KG: Hirschenwies GrStNr: 256/1 Standort | |        | 23.02.1927 |
| 1    | Datei hochladen | Bergahorn                                                                         | GD-132                   | Moorbad Harbach KG: Lauterbach GrStNr: 16/3; 902/2 Standort | |        | 17.01.1995 |
| 1    | Datei hochladen | 2 Eiben                                                                           | GD-141                   | Moorbad Harbach KG: Hirschenwies GrStNr: 574/1 Standort | Während die rechte Eibe einen Stammdurchmesser von etwa 65 cm hat, beträgt jener der linken Eibe nur ca. 31 cm, beide Bäume sind aber in etwa gleich hoch (10 bis 12 Meter). Das Alter der Bäume konnte nicht genau bestimmt werden, es wird jedoch angenommen, dass sie mindestens 300 Jahre alt sind. Aufgrund ihres Alters, der Größe und der Tatsache, dass Eiben kalkhaltigen Boden bevorzugen und deshalb auf Granit eher selten sind, wurden die beiden Eiben 2006 zum Naturdenkmal erklärt.                                                          |        | 12.04.2006 |
| 1    | Datei hochladen | Allee entlang der Bundesstraße 5                                                  | GD-117                   | Reingers KG: Illmanns GrStNr: 629; 272 Standort | |        | 14.11.1989 |
| 1    | Datei hochladen | Taufstein                                                                         | GD-016                   | Schrems KG: Gebharts GrStNr: 1122 Standort | |        | 29.03.1927 |
| 1    | Datei hochladen | Kasiger Loa (Käsleib)                                                             | GD-012                   | Schrems KG: Kiensass GrStNr: 131/1 Standort | |        | 23.02.1927 |
| 1    | Datei hochladen | Bachwiesen                                                                        | GD-083                   | Schrems KG: Langegg GrStNr: 665/1; 665/2; 680/3; 680/4; 666; 679/3; 672/2; 670/4 Standort | |        | 08.11.1985 |
| 1    | Datei hochladen | Granitfelsgruppe auf Waldkuppe                                                    | GD-096                   | Schrems KG: Langegg GrStNr: 240; 222 Standort | |        | 14.01.1987 |
| 1    | Datei hochladen | Doppelseitige Allee aus 33 Sommerlinden an der Straße zur Anderlfabrik            | GD-092                   | Schrems KG: Niederschrems GrStNr: 1509/1 Standort | |        | 23.09.1986 |
| 1    | Datei hochladen | Durchbruchstrecke des Braunaubaches (Heumühle)                                    | GD-137                   | Schrems KG: Niederschrems GrStNr: 1519/1 Standort | Anmerkung: Mit drei anderen Felsgebilden zum Denkmal „Vier Felsgebilde“ (GD-137) zusammengefasst |        | 03.10.1996 |
| 1    | Datei hochladen | Grafenhäusl                                                                       | GD-137 marterl.at: 12108 | Schrems KG: Niederschrems GrStNr: 1010/3 Standort | Anmerkung: Mit drei anderen Felsgebilden zum Denkmal „Vier Felsgebilde“ (GD-137) zusammengefasst |        | 03.10.1996 |
| 1    | Datei hochladen | Großer Granitblock (Mamutstein)                                                   | GD-137                   | Schrems KG: Niederschrems GrStNr: 67/1 Standort | Anmerkung: Mit drei anderen Felsgebilden zum Denkmal „Vier Felsgebilde“ (GD-137) zusammengefasst |        | 03.10.1996 |
| 1    | Datei hochladen | Pummerlucken                                                                      | GD-137                   | Schrems KG: Niederschrems GrStNr: 66 Standort | Anmerkung: Mit drei anderen Felsgebilden zum Denkmal „Vier Felsgebilde“ (GD-137) zusammengefasst |        | 03.10.1996 |
| 1    | Datei hochladen | Sommerlinde bei der Anderlfabrik                                                  | GD-091                   | Schrems KG: Niederschrems GrStNr: 1407 Standort | |        | 26.09.1986 |
| 1    | Datei hochladen | Felsgebilde „Wackelstein“                                                         | GD-017 marterl.at: 11769 | Schrems KG: Schrems GrStNr: 1504 Standort | → Hauptartikel : Wackelstein im Schremser Wald f1 |        | 01.03.1927 |
| 1    | Datei hochladen | Jägersitz                                                                         | GD-089 marterl.at: 11748 | Schrems KG: Schrems GrStNr: 1500 Standort | |        | 06.03.1986 |
| 1    | Datei hochladen | Käs im Laib-Stein                                                                 | GD-057 marterl.at: 11749 | Schrems KG: Schrems GrStNr: 1503 Standort | |        | 24.02.1969 |
| 1    | Datei hochladen | Eichenalle in Schrems                                                             | GD-129                   | Schrems KG: Schrems GrStNr: 1800 Standort | |        | 30.01.1991 |
| 1    | Datei hochladen | Allee beidseitig der Landesstraße 8296                                            | GD-130                   | St. Martin KG: Harmannschlag GrStNr: 1633/1; 1696; 1627; 1603; 1597; 1633/1; 1609; 1610/2; 627/1; 627/2 Standort | Von den ursprünglich 52 Bäumen, die 1992 in den Katastralgemeinden Harmanschlag und Karlstift zum Naturdenkmal erklärt wurden, ist der in der KG Karlstift liegende Naturdenkmalteil 2011 gänzlich aufgehoben worden. Bis auf wenige verbliebene Bäume wurde 2002 und 2011 die Naturdenkmalerklärung auch für die Bäume in der KG Harmanschlag aufgehoben (siehe Bescheide). |        | 30.04.1992 |
| 1    | Datei hochladen | 2 Linden                                                                          | GD-100                   | St. Martin KG: Harmanschlag GrStNr: .19/2 Standort | |        | 25.09.1986 |
| 1    | Datei hochladen | Warzenstein                                                                       | GD-002                   | St. Martin KG: Harmanschlag GrStNr: 1150 Standort | |        | 07.03.1927 |
| 1    | Datei hochladen | Ahorn                                                                             | GD-070                   | St. Martin KG: Langfeld GrStNr: 1226/1; 1226/2; 1226/3 Standort | Der etwa 166 bis 176 Jahre alte Berg-Ahorn hat über einem etwa 2 m hohen Stamm einen ungewöhnlich dichten Ansatz von Ästen, die zu einer fast kugelförmigen Krone führen. Diese Kronenform ist möglicherweise die Folge eines Bruches oder Schnitts im Jugendstadium. Der Baum war zum Zeitpunkt der Unterschutzstellung etwa 14 bis 15 m hoch, der Stamm hatte einen Umfang von etwa 2,75 m und der Kronendurchmesser betrug 13 bis 14 m. Nach Angabe des Fotografen hatte der Baum 2014 einen Umfang von etwa 3,1 Metern und eine Höhe von etwa 18 Metern. |        | 14.11.1978 |
| 1    | Datei hochladen | Eiche                                                                             | GD-069                   | St. Martin KG: Langfeld GrStNr: 2480 Standort | Die Stieleiche ist etwa 186 bis 206 Jahre alt. Der Baum hatte zum Zeitpunkt der Unterschutzstellung eine schöne Form mit rundsäulig geschlossener Krone, die auf einem etwa 4 m hohen Stamm ansetzte. Der Stammdurchmesser betrug damals 90 cm. Nach Angabe des Fotografen hatte der Baum 2014 einen Umfang von etwa 3,3 Meter und eine Höhe von etwa 23 Metern. |        | 20.10.1978 |
| 1    | Datei hochladen | Gabrielental                                                                      | GD-103                   | St. Martin KG: Langfeld GrStNr: 2479; 2480 Standort | Tal der Lainsitz |        | 04.08.1987 |
| 1    | Datei hochladen | Winterlinde                                                                       | GD-099                   | St. Martin KG: St. Martin GrStNr: 2555 Standort | Neben dem Rörndlwies-Marterl an der L8293 steht eine ca. 158 Jahre alte Winterlinde. Zum Zeitpunkt der Unterschutzstellung hatte sie einen Umfang von ca. 3,05 Meter und war ca. 20 Meter hoch. |        | 27.10.1986 |
| 1    | Datei hochladen | Ahornallee                                                                        | GD-082                   | Unserfrau-Altweitra KG: Altweitra GrStNr: 3826/1 Standort | |        | 06.02.1986 |
| 1    | Datei hochladen | Doppelwackelstein                                                                 | GD-058                   | Unserfrau-Altweitra KG: Heinrichs bei Weitra GrStNr: 3170 Standort | |        | 05.01.1970 |
| 1    | Datei hochladen | Linden                                                                            | GD-065                   | Unserfrau-Altweitra KG: Heinrichs bei Weitra GrStNr: 3520/11 Standort | |        | 23.11.1977 |
| 1    | Datei hochladen | Felsformation in Heinrichs                                                        | GD-121                   | Unserfrau-Altweitra KG: Heinrichs bei Weitra GrStNr: 2159/50; 2459/51; 2159/52; 2159/53; 2159/54; 2159/55 Standort | |        | 31.10.1990 |
| 1    | Datei hochladen | Durchströmungsmoor, Heinreichs bei Weitra                                         | GD-135                   | Unserfrau-Altweitra KG: Heinreichs bei Weitra GrStNr: 2290 Standort | |        | 17.11.1995 |
| 1    | Datei hochladen | Feuchtgebiet, Moor                                                                | GD-104                   | Waldenstein KG: Albrechts GrStNr: 1423/3; 1425/2; 1426; 1427/2; 1434/2; 1460; 1470; 1476; 2236; 2237; 2239; 2240; 2241; 2242; 2243; 2244; 2245; 2246; 2247; 2354; 2355; 2356; 2357; 2358; 2359; 2360; 2361; 2362; 2363; 2364; 2365; 2366; 2367; 2369; 2254; 2255; 2256; 64; 2269; 2271; 2273; 2276; 2277; 2279; 2280; 2282; 2283; 2284; 2285; 2286; 2287; 2288; 2289; 2296; 2297; 2298; 2299; 2300; 2301; 2302; 2303; 2317; 2318; 2319; 2320; 2333; 2334; 2335 Standort | |        | 27.09.2010 |
| 1    | Datei hochladen | Feuchtbiotop                                                                      | GD-136                   | Waldenstein KG: Zehenthöf GrStNr: 239/2 Standort | |        | 19.03.1996 |
| 1    | Datei hochladen | Alte Lainsitzschlingen                                                            | GD-116                   | Weitra KG: Brühl GrStNr: 30; 32; 33; 35; 36;38; 39; 40; 41/1; 41/2; 824 Standort | |        | 16.11.1989 |
| 1    | Datei hochladen | Felsbildungen samt zugehörigem Baumbestand                                        | GD-071                   | Weitra KG: Brühl GrStNr: 753; 754/1; 757/1 Standort | |        | 16.11.1978 |
| 1    | Datei hochladen | Felsgebilde „Wackelstein“                                                         | GD-018                   | Weitra KG: Brühl GrStNr: 397 Standort | |        | 22.06.1936 |
| 1    | Datei hochladen | Granitfelsgebilde                                                                 | GD-006                   | Weitra KG: Walterschlag GrStNr: 124/1 Standort | |        | 21.09.1935 |
| 1    | Datei hochladen | Allee aus Sommerlinden                                                            | GD-051                   | Weitra KG: Weitra GrStNr: 1466/1; 1478; 1495; 1497/1; 1510; 1529; 1530; 1543; 1546; 1547; 1552; 1554; 1559/4; 1565/3; 1512; 1497/2; 1448; 128/2; 1443/2; 1467/3; 1467/1; 1467/2; 1467/4; 1494; 3727; 1588/1; 1588/2; 1579; 1586; 1587/1 Standort | |        | 12.07.1960 |
| 1    | Datei hochladen | Bei der großen Eiche – Stieleiche                                                 | GD-093                   | Weitra KG: Weitra GrStNr: 1617/1 Standort | Die seit dem Jahr 1986 geschützte Stieleiche südlich von Weitra ist ca. 250 – 300 Jahre alt, hat einen Umfang von 5,10 Meter und ist ca. 32 Meter hoch.Anmerkung: Lage lt. FläWi |        | 02.09.1986 |
| 1    | Datei hochladen | Esche beim Hirschbrunnteichtl                                                     | GD-094                   | Weitra KG: Weitra GrStNr: 1587/1 Standort | |        | 02.09.1986 |
| 1    | Datei hochladen | Gabrielental                                                                      | GD-103                   | Weitra KG: Weitra GrStNr: 637; 709; 710; 897/2; 898/2; 1120/1; 1120/2; 1170/1; 1167; 1169/3; 1178; 3707 Standort | |        | 04.08.1987 |
| 1    | Datei hochladen | Lärchen- und Lindenallee in Weitra                                                | GD-115                   | Weitra KG: Weitra GrStNr: 1600/1; 1604; 1605; 1610/1 Standort | |        | 16.11.1988 |
| 1    | Datei hochladen | Steineichen                                                                       | GD-063                   | Weitra KG: Weitra GrStNr: 3347; 3348 Standort | |        | 31.03.1977 |

## Ehemalige Naturdenkmäler
| Foto |                 | Name                                                                              | ID     | Standort | Beschreibung | Fläche | Datum      |
| ---- | --------------- | --------------------------------------------------------------------------------- | ------ | --- | --- | ------ | ---------- |
| 1    | Datei hochladen | Wacholderbaum und Umgebung                                                        | GD-053 | Brand-Nagelberg KG: Finsternau GrStNr: 249/1 Standort | |        | 23.02.1962 |
| 0    | Datei hochladen | Eiche                                                                             | GD-086 | Eggern KG: Reinberg-Heidenreichstein GrStNr: 560/1 | |        | 06.02.1986 |
| 0    | Datei hochladen | Winterlinde                                                                       | GD-087 | Eggern KG: Reinberg-Heidenreichstein GrStNr: 650/2 | |        | 06.02.1986 |
| 1    | Datei hochladen | Lärchenallee                                                                      | GD-010 | Eisgarn KG: Eisgarn GrStNr: 1214/1 Standort | |        | 20.05.1941 |
| 1    | Datei hochladen | Linde                                                                             | GD-060 | Großschönau (Niederösterreich) KG: Friedreichs GrStNr: 5 Standort | Die Linde wurde, nachdem der Denkmalschutz aufgehoben wurde, im Frühjahr 2014 gefällt. Der Stamm befindet sich als Zierde etwas versetzt auf dem Grundstück 14/1. |        | 20.12.1973 |
| 1    | Datei hochladen | Horstnahe Storchenwiesen und Auwaldzellen im Nahbereich des Grenzflusses Lainsitz | GD-142 | Gmünd KG: Böhmzeil; Gmünd GrStNr: 1143/1; 1144; 1146/1; 1146/2; 1146/3; 1147/2; 1147/3; 1148/2; 1148/3; 1149/2; 1139; 1140/1; 1140/2; 1141/1; 1143/2; 1143/3; 1147/1; 1148/1; 1239/2; 1239/3; 1240; 1241/7 – 53/17; 1328; 1395; 1396/1; 1403; 1404/1; 1404/2; 1405/2; 1417/3; 1424/2; 1430/2; 1465/5; 1466/3; 1466/4; 1467/2; 1468; 1470; 1476/4; 1476/5; 1485/4; 1486/3; 1505; 1665; 1681; 1682; 53/13; 53/17; 53/43; 1620; 1505 Standort | |        | 27.05.2002 |
| 1    | Datei hochladen | Allee entlang der L 8201                                                          | GD-097 | Heidenreichstein KG: Haslau GrStNr: 980 Standort | |        | 30.09.1986 |
| 0    | Datei hochladen | 1 Linde                                                                           | GD-029 | Heidenreichstein KG: Heidenreichstein GrStNr: 230 | |        | 15.12.1941 |
| 1    | Datei hochladen | Sommerlinde                                                                       | GD-059 | Hirschbach KG: Hirschbach GrStNr: 10 Standort | Die Linde, im Jahr 1879 anlässlich der Silbernen Hochzeit von Kaiser Franz Josef gepflanzt, wurde im August 2013 durch einen Sturm schwer beschädigt und musste gefällt werden. |        | 04.02.1971 |
| 1    | Datei hochladen | Allee beidseitig der Landesstraße 8296 (Teil in der KG Karlstift)                 | GD-130 | Bad Großpertholz KG: Karlstift GrStNr: 627/1; 627/2 Standort | Die Naturdenkmalerklärung von 1992 für die Alleebäume in der KG Karlstift wurde am 11. Mai 2011 widerrufen. Als Begründung ist im Bescheid angeführt, dass „die Charakteristik des prägenden gestaltenden Elements des Landschaftsbildes“ durch die umgebenden Fichtenaufforstungen nicht mehr gegeben ist (siehe Bescheide). |        | 30.04.1992 |
| 1    | Datei hochladen | Baumallee entlang der L 68 von Kirchberg nach Limbach                             | GD-111 | Kirchberg am Walde KG: Kirchberg GrStNr: 384/2; 1221/1 Standort | Der Denkmalschutz wurde am 24. November 2010 gänzlich aufgehoben, nachdem bereits zuvor immer wieder einzelne Bäume ausgenommen wurden. Ende 2012 wurden sämtliche Bäume gefällt und im Sommer 2013 die Straße im Bereich der ehemaligen Allee geringfügig verbreitert.                                                       |        | 11.05.1989 |
| 1    | Datei hochladen | Lindengruppe im Ortsraum von Weißenalbern                                         | GD-106 | Kirchberg am Walde KG: Weißenalbern GrStNr: 2922/1; 18/1 Standort | Die beiden seit 1988 geschützten Winterlinden wurden Ende Mai 2025 gefällt. |        | 02.12.1988 |
| 1    | Datei hochladen | Eichenallee                                                                       | GD-127 | Litschau KG: Litschau GrStNr: 1535/2; 1539/1; 1944 Standort | |        | 22.01.1991 |
| 1    | Datei hochladen | Große Sommerlinde in Hirschenwies                                                 | GD-124 | Moorbad Harbach KG: Hirschenwies GrStNr: 163/2 Standort | |        | 30.10.1990 |
| 1    | Datei hochladen | Linden                                                                            | GD-078 | Unserfrau-Altweitra KG: Altweitra GrStNr: 288/2 Standort | Die beiden seit 1984 geschützten, etwa 180 Jahre alten Linden (eine Sommer- und eine Winterlinde) beim Marterl an der Straße nach Brühl wurden Ende März 2018 gefällt. |        | 16.02.1984 |
| 1    | Datei hochladen | 1 Eiche in Oberlembach                                                            | GD-088 | Unserfrau-Altweitra KG: Oberlembach GrStNr: 440 Standort | |        | 01.03.1985 |
| 1    | Datei hochladen | Buche                                                                             | GD-080 | Waldenstein KG: Großneusiedl GrStNr: 149/1 Standort | |        | 03.10.1984 |

| Foto:                    | Fotografie des Naturdenkmals. Klicken des Fotos erzeugt eine vergrößerte Ansicht. Daneben finden sich zwei Symbole: \| Weitere Bilder vorhanden \| Das Symbol bedeutet, dass weitere Fotos des Objekts verfügbar sind. Durch Klicken des Symbols werden sie angezeigt. \| \| Eigenes Foto hochladen \| Durch Klicken des Symbols können weitere Fotos des Objekts in das Medienarchiv Wikimedia Commons hochgeladen werden. \| |
| Name:                    | Bezeichnung des Naturdenkmals laut offiziellen Quellen |
| ID                       | Identifikator |
| Standort:                | Es ist die Gemeinde und falls vorhanden die Adresse angegeben. Darunter sind die Katastralgemeinde (KG) und die Grundstücksnummer angeführt. Durch Aufruf des Links Standort wird die Lage des Denkmals in verschiedenen Kartenprojekten angezeigt. |
| Beschreibung             | Kurze Beschreibung des Naturdenkmals |
| Fläche                   | Fläche des Naturdenkmals in Hektar (ha) |
| Datum                    | Datum oder Jahr der Unterschutzstellung |
| Weitere Bilder vorhanden | Das Symbol bedeutet, dass weitere Fotos des Objekts verfügbar sind. Durch Klicken des Symbols werden sie angezeigt. |
| Eigenes Foto hochladen   | Durch Klicken des Symbols können weitere Fotos des Objekts in das Medienarchiv Wikimedia Commons hochgeladen werden. |